# Narf
Francisco Xavier Pérez Vázquez, nascido em Silleda em 24 de abril de 1968 e morto em Santiago de Compostela em 15 de novembro de 2016, mais conhecido como Narf, e no início, como integrante da banda Os Quinindiolas e Nicho Varullo, na companhia teatral Chévere e posteriormente em Psicofónica de Conxo, unicamente como Fran Pérez, foi um cantor e compositor galego, reconhecido pela forte personalidade e originalidade da sua obra,, que procurou incorporar às estruturas do rock distintas influências sonoras.
Narf sobressaiu-se como compositor de bandas sonoras para teatro e outros espetáculos, combinando este aspecto com o de ator em diferentes papéis teatrais. Colaborou com muitos outros artistas e levou sua música ao redor do mundo, mostrando seu compromisso com a cultura galega e igualmente sentindo profunda afinidade com a música africana.